# Бакуменко Олександр Борисович
Баку́менко Олекса́ндр Бори́сович (29 квітня 1959, м. Харків — 11 квітня 2022) — український громадський діяч, провідний фахівець птахівництва, Голова Ради Директорів Асоціації «Союз птахівників України». Народний депутат України VIII скликання.

## Освіта
- Харківський зооветеринарний інститут

## Професійна діяльність
- Квітень — травень 1983 — керівник відділенням УЧГОСП у «Прогрес» ХЗВІ.
- 1983—1984 — Збройні сили СРСР, офіцер запасу.
- 1985—1987 — Головний зоотехнік Харківського виробничого об'єднання м'ясної промисловості.
- 1987—1988 — Державний інспектор відділу обласної державної інспекції по заготівлі та якості сільськогосподарських продуктів Харківського обласного агропромислового комітету.
- 1988—1990 — Головний зоотехнік ВО «Харківптахопром».
- 1990—1995 — Заступник генерального директора ВО «Харківптахопром».
- 1995—1996 — Директор ТОВ «Зодіак ЛТД».
- 1996—1998 — Генеральний директор ТОВ «Барвінок».
- 1998—1999 — Перший заступник Голови правління ЗАТ «Агропромсоюз-98».
- 1999—2001 — Віце-президент Асоціації «Регіональний консультаційний центр».
- 2001—2004 — Генеральний директор Харківської обласної асоціації птахівничої промисловості «Харківптахопром».
- 2004—2014 — Голова Ради директорів Асоціації «Союз птахівників України».
- З 2007 — Генеральний директор Асоціації «Союз кормовиробників України».

## Громадська діяльність
- 2006 — Член президії Національної сільськогосподарської палати України.
- 2006 — Член президії Всесвітньої птахівничої Ради (International Poultry Council)
- 2007 — Голова комітету по захисту внутрішнього ринку Ради національних асоціацій товаровиробників при Кабінеті Міністрів України.
- 2009 — Заступник Голови «Аграрного союзу України»

## Політична діяльність
У 2014-у Олександр Бакуменко взяв участь у позачергових виборах до Верховної Ради у складі Блоку Петра Порошенка під номером 57. Після обрання депутатом зайняв посаду заступника голови комітету з питань аграрної політики.
У березні 2016-го Активіст Святослав Літинський подав позов проти Апарату Верховної Ради України через відмову надати переклад виступу депутата Олександра Бакуменка на засіданні аграрного комітету, який був здійснений російською мовою.

## Нагороди
- 2005 — Подяка Прем'єр-міністра України
- 2007 — Відзнака «Знак Пошани» Міністерства аграрної політики України
- 2008 — Почесна грамота Кабінету Міністрів України
- 2009 — Заслужений працівник сільського господарства України[4]